# Шарп, Джейн (повитуха)

Титульная страница публикации

Джейн Шарп (англ. Jane Sharp) — английская повитуха XVII века. В 1671 году она опубликовала книгу The Midwives Book: or the Whole Art of Midwifery Discovered, став первой англичанкой, опубликовавшей книгу по акушерству. В своей книге она соединяет медицинские знания своего времени с личными историями и собственной верой в то, что повитушество должно оставаться женским делом. Книга до сих пор считается основным источником информации о женщинах, деторождении и сексуальности на протяжении Ренессанса.
О Джейн Шарп известно мало. Вероятно, она была родом из западной Англии, и, вероятно, она была пуританкой, так как обозначала, что она не католичка и не протестантка, однако же, судя по своей возможности создать книгу, была хорошо образована. В книге она упоминает, что работала повитухой более тридцати лет.
В детской книге The Midwife’s Apprentice есть персонаж, в основу которого легла Джейн Шарп.